# یوناس سی. گرینفیلد
یوناس کارل گرینفیلد (به انگلیسی: Jonas Carl Greenfield) (۲۰ اکتبر ۱۹۲۶ در شهر نیویورک – ۱۳ مارس ۱۹۹۵ در اورشلیم ) محقق آمریکایی زبان‌های سامی بود که در زمینه‌های کتیبه‌نویسی سامی، آرامی‌شناسی ، و قمران‌شناسی منتشر کرد و از اعضای برجسته آکادمی علوم انسانی اسرائیل بود . 

## تحصیلات و حرفه
گرینفیلد در دانشگاه ییل تحصیل کرد و در سال ۱۹۵۱ مدرک کارشناسی ارشد و در سال ۱۹۵۶ مدرک دکتری خود را (با رساله‌ای درباره "وضعیت واژگانی عبری میشنایی") دریافت کرد. او در دانشگاه برندایس (۱۹۵۴–۱۹۵۶)، دانشگاه کالیفرنیا، لس‌آنجلس (۱۹۵۶–۱۹۶۵)، دانشگاه کالیفرنیا، برکلی (۱۹۶۵–۱۹۷۱) و دانشگاه عبری اورشلیم (۱۹۷۱–۱۹۹۵) تدریس کرد. در سال ۱۹۹۰ به عنوان استاد کاسپار لویاس در زمینه زبان‌های سامی باستان در دانشگاه عبری منصوب شد.
او یکی از اعضای کمیته مترجمان کتب مقدس (کتوبیم یا "نوشته‌ها") برای ترجمه جدید JPS از تنخ بود.
در سال ۱۹۹۵، به افتخار او مجموعه‌ای با عنوان «حل معماها و گشودن گره‌ها: مطالعات کتاب مقدس، کتیبه‌شناسی و سامی به افتخار یوناس سی. گرینفیلد» منتشر شد. در سال ۲۰۰۰، انجمن شرق‌شناسی آمریکا جایزه‌ای به نام «جایزه یوناس سی. گرینفیلد برای سامی‌شناسان جوان» را به یاد او بنیان نهاد. مرکز اوریون برای مطالعه طومارهای دریای مرده و متون مرتبط، در دانشگاه عبری اورشلیم، از سال ۱۹۹۹ سمینار پژوهشگران یوناس سی. گرینفیلد را برگزار می‌کند. شماره ۴۵، جلدهای ۲–۳ (۱۹۹۵) مجله کاوش‌های اسرائیل به عنوان «جلد یادبود یوناس سی. گرینفیلد» منتشر شد. آگهی‌های ترحیم، علاوه بر صفحات ۸۳–۸۴ همان مجله، شامل نوشته‌های زیونی زویت در بولتن مدارس آمریکایی تحقیقات شرقی شماره ۲۹۸ (مه ۱۹۹۵) صفحات ۳–۵ و مارک اس. اسمیت در خبرنامه مدارس آمریکایی تحقیقات شرقی شماره ۴۵، جلد ۱ (بهار ۱۹۹۵) صفحات ۱–۲ است. برای قدردانی از کارهای او در زمینه قومران و متون مرتبط، به مقاله باروخ ا. لوین با عنوان «سهم یوناس گرینفیلد در مطالعه ادبیات دریای مرده» در مجله اکتشافات دریای مرده، جلد ۳، شماره ۱ (مارس ۱۹۹۶)، صفحات ۲–۹ مراجعه کنید.

## آثار منتخب

### کتاب ها
- Greenfield, Jonas C.; Freedman, David Noel, eds. (1969). New Directions in Biblical Archaeology. Garden City, NY: Doubleday Anchor Books. ISBN 1-111-21308-9. OCLC 23032.
- ———; Greenberg, Moshe; Sarna, Nahum M., eds. (1980). Book of Job: a New Translation According to the Traditional Hebrew Text. Philadelphia: Jewish Publiscation Society. ISBN 978-0-827-60172-7.
- ———, ed. (1982). Corpus Inscriptionum Iranicarum. Pt.1. Vol.5. Texts 1, Inscriptions of ancient Iran. The Aramaic versions of the Achaemenian inscriptions, etc. The Bisitun inscription of Darius the Great: Aramaic version. London: Lund Humphries. ISBN 978-0-853-31458-5. OCLC 830850725.
- ———; Lewis, Naphtali; Yadin, Yigael, eds. (1989). The Documents From the Bar Kokhba Period in the Cave of Letters: Greek Papyri. Judean Desert Studies. Jerusalem: Israel Exploration Society : Hebrew University of Jerusalem : Shrine of the Book. ISBN 978-9-652-21009-8. OCLC 21262733.
- ———; Stone, Michael E.; Eshel, Esther, eds. (2004). The Aramaic Levi Document: Edition, Translation, Commentary. Studia in Veteris Testamenti Pseudepigrapha. Vol. 19. Leiden;Boston: Brill. ISBN 978-9-004-13785-1. OCLC 56066393.

### نوشته های کوتاه تر
- ——— (2001).  Paul, Shalom M.; Stone, Michael E.; Pinnick, Avital (eds.). 'Al Kanfei Yonah: Collected Studies of Jonas C. Greenfield on Semitic Philology. Leiden: Brill. ISBN 978-9-004-12170-6. OCLC 46505115.  in 2 vols

### مقاله‌ها و فصل‌های کتاب
- ——— (1992). "The Texts from Naḥal Ṣe'elim (Wadi Seiyal)".  In Barerra, J. Trebolle; Montaner, L. Vegas (eds.). The Madrid Qumran Congress: Proceedings of the International Congress on the Dead Sea Scrolls. Madrid 18–21 March 1991. Vol. 2. Madrid; Leiden: Editorial Complutense; Brill.
- ——— (1995). "The Wisdom of Ahiqar".  In Day, John; Gordon, Robert P.; Williamson, H. G. M. (eds.). Wisdom in Ancient Israel. Essays in Honour of J.A. Emerton. Cambridge: Cambridge University Press. pp. 43–54. ISBN 0-521-42013-X.

## مجموعه مقالات یادبود
- Zevit, Ziony; Gitin, Seymour; Sokoloff, Michael, eds. (1995). Solving Riddles and Untying Knots. Biblical, Epigraphic, and Semitic Studies in Honor of Jonas C. Greenfield. Winona Lake, IN: Eisenbrauns. ISBN 978-0-931-46493-5. OCLC 32392922.